# حمله دسامبر ۲۰۱۷ کویته
حمله دسامبر ۲۰۱۷ کویته، روز یکشنبه ۱۷ دسامبر رخ داد. طی این حمله افراد مسلح به یک کلیسای متدیست در شهر کویته، پاکستان آتش گشودند. در این حمله حداقل ۹ تن کشته و بیش از ۵۶ تن زخمی شدند.
این حمله بیش از یک هفته قبل از روز کریسمس انجام شده‌است.

## جزئیات حمله
روز ۱۷ دسامبر چند مرد مسلح طی یک حمله به یک کلیسای متدیست در کویته پاکستان حمله کردند سرفراز بوگتی Sarfaraz Bugti، وزیر داخله ایالت بلوچستان، حدود ۴۰۰ عبادت کننده در زمان وقوع حمله در کلیسای متدیست حضور داشتند. او گفت یک مهاجم در ورودی کلیسا کشته شد، ولی مهاجم دیگر اقدام به عملیات انتحاری در داخل کلیسا کرد. تعداد مهاجمین حداقل ۲ نفر گزارش شده‌است.
فیلمی از تبادل سنگین آتش بین نیروهای امنیتی پاکستان و افراد مسلح در رسانه‌های پاکستان پخش شده‌است.

## تلفات و خسارات
براساس گزارش‌ها در این حمله ۹ تن کشته و دست کم ۵۶ تن زخمی شدند.
فرمانده پلیس بلوچستان گفت که دلیل مرگ یا جراحت قربانیان فروریختن شیشه‌ها و پرتاب قطعات در کلیسا و اصابت به قربانیان در داخل کلیسا بوده‌اند.

## مسئولیت حمله
گروه داعش مسئولیت این حمله را برعهده گرفته‌است.

## پیشینه
پیش از این نیز شهر کویته صحنه حمله‌های خونین بین نیروهای دولتی پاکستان و مردان مسلح بوده‌است.